# جمشید پژویان
جمشید پژویان (زادهٔ ۲۵ تیر ۱۳۲۴ سنندج – درگذشتهٔ ۲ تیر ۱۳۹۹ تهران) اقتصاددان ایرانی، رئیس پیشین شورای رقابت و استاد اقتصاد دانشکده اقتصاد دانشگاه علامه طباطبایی و دانشگاه آزاد اسلامی بود.
پژویان دوره کارشناسی اقتصاد را در دانشگاه تهران (۱۳۴۹) و دوره کارشناسی‌ارشد (۱۳۵۴) و دکتری (۱۳۵۷) اقتصاد را در دانشگاه ایالتی یوتا گذراند. وی به همراه شاگرد خود، شمس‌الدین حسینی از افراد مهم و مؤثر در طراحی و اجرای طرح هدفمند سازی یارانه‌ها در ایران بودند که بدین شکل برای اولین بار در جهان اجرا شد و در دنیا توسط برخی به‌عنوان یک الگوی موفق بهینه‌سازی مصرف سوخت و هدفمندی یارانه‌ها مطرح شد.
جمشید پژویان که به دلیل نارسایی کلیوی و ابتلا به بیماری کووید-۱۹ در بیمارستان کیان تهران بستری بود، صبح روز دوشنبه ۲ تیر ماه ۱۳۹۹ درگذشت.
پژویان در تاریخ ۳ آبان ۱۳۹۲، مناظره‌ای در برابر حسین راغفر در شبکه اول صدا و سیمای ایران داشت.

## سوابق علمی و کاری
- دبیر اقتصاد کلان مجمع تشخیص مصلحت نظام. (تا زمان درگذشت)
- رئیس مرکز مطالعات و تحقیقات کاربردی علوم بانکی و اقتصاد شهری بانک شهر از مرداد سال ۱۳۹۳ تا شهریور ۱۳۹۴.
- رئیس شورای رقابت و مرکز ملی رقابت از مرداد ماه سال ۱۳۸۸ تا دی ماه ۱۳۹۲.
- مدیر قطب علمی «اقتصاد توسعه با تأکید بر اقتصاد ایران» (از سال ۱۳۸۵ تا ۱۳۸۸).
- استاد اقتصاد از سال ۱۳۷۳ تا زمان درگذشت.
- دانشیار اقتصاد از سال ۱۳۶۹ تا ۱۳۷۳.
- استادیار اقتصاد از سال ۱۳۵۷ تا ۱۳۶۹.
- مدیرگروه اقتصاد، دانشگاه علامه طباطبائی از ۱۳۷۲ تا ۱۳۷۸.
- رئیس دانشکده علوم و بهداشت دانشگاه علامه طباطبائی از ۱۳۶۴ تا ۱۳۶۸.
- معاون آموزشی دانشکده آموزشی از راه دور ۱۳۶۳.
- مدیرگروه اقتصاد، مجتمع ادبیات و علوم انسانی از ۱۳۶۳ تا ۱۳۶۱.
- مدیرگروه اقتصاد و مدیریت، دانشگاه آزاد ایران انقلاب فرهنگی سال ۱۳۵۸.

## آثار
- اقتصاد بخش عمومی، مالیات‌ها، تجدید چاپ و تغییرات اساسی ۱۳۸۶.
- اقتصاد بخش عمومی هزینه‌های دولت تجدید چاپ، ۱۳۸۱.
- اقتصاد بخش عمومی مالیاتی تجدید چاپ، ۱۳۸۰.
- اقتصاد بخش عمومی جلد اول، تجدید چاپ با تجدید نظر ۱۳۷۸.
- پول و بانکداری برای رشته حسابداری چاپ دانشگاه پیام نور ۱۳۷۴.
- اصول علم اقتصاد چاپ دانشگاه پیام نور ۱۳۷۴.
- اقتصاد خرد برای رشته‌های مدیریت و حسابداری، چاپ دانشگاه پیام نور ۱۳۷۴.
- اقتصاد مالیه عمومی برای رشته حسابداری چاپ دانشگاه پیام نور ۱۳۷۴.
- اقتصاد بخش عمومی (مالیات‌ها) چاپ مرکز تحقیقات دانشگاه تربیت مدرس ۱۳۷۱.
- اقتصاد بخش عمومی جلد اول چاپ جهاد دانشگاه تهران ۱۳۶۸.